# 王文波 (1912年)
王文波（1912年7月—1997年1月22日），男，直隶（今河北）安新人，中华人民共和国政治人物，曾任中华人民共和国商业部副部长，中华全国供销合作总社副主任。

## 生平
1928年参加革命，1929年3月加入中国共产党，先后任本村党支部书记，交通小组长，任高安地区中心县委委员，安新县委委员。
抗日战争时期，在冀中组织抗日游击队，任冀中军区供给部政委，晋察冀军区供给部政委。任冀中军区供给部政委期间，他举报了熊大缜，引发一长达数十年的冤案。
解放战争时期，任冀中军区后勤部部长、冀中区贸易公司经理、晋察冀边区贸易总公司经理、华北贸易总公司副经理兼冀中区进出口贸易管理局局长。
1949年任天津市军管会接管部贸易接管处处长兼市工商局局长、天津贸易公司经理。后任中央贸易部国内贸易司司长、人事司司长，外贸部人事局局长，农产品采购部部长助理、城市服务部部长助理，商业部副部长，北京商学院（现北京工商大学）院长、北京对外贸易学院院长，全国供销合作总社副主任。八十年代仍妄图阻止为熊大缜平反以隐藏自己一生的罪恶与耻辱。